# Playboi Carti
Playboi Carti, pseudonimo di Jordan Terrell Carter (Atlanta, 13 settembre 1995), è un rapper statunitense.
Nato e cresciuto nell'Area metropolitana di Atlanta, è riconosciuto per la sua musica sperimentale, lo stile goth e il misterioso personaggio pubblico. Dapprima legato all'etichetta discografica indipendente Awful Records, ha poi firmato un contratto discografico con la ASAP Mob, AWGE Label, sotto Interscope Records.

## Biografia
Jordan Terrell Carter è nato a Riverdale e cresciuto a Fairburn, nell’area metropolitana di Atlanta, in Georgia. Ha frequentato la North Springs Charter School of Arts and Sciences di Sandy Springs. Il rapper spesso decideva di saltare le lezioni di propria volontà, preferendo invece impegnarsi sulla propria musica. In un'intervista con The Fader del 2017, ha detto: "Ero in classe con le matricole che stavano finendo il percorso scolastico, e se avessi finito i nove compiti prima di questa volta avrei potuto diplomarmi". Era così vicino a non diplomarsi che nessuno si presentó al suo esame, perché non sapevano che sarebbe effettivamente passato.
In un'intervista del 2016 con Complex, ha dichiarato: "Mia madre non poteva dirmi un cazzo. Nessuno poteva dirmi un cazzo". Questo tipo di stile di vita ha portato Carter a mettersi spesso nei guai da giovane e ad allontanarsi dall'idea di perseguire un livello di istruzione superiore dopo il liceo.
Sempre al liceo Carter è stato compagno di scuola del famoso rapper Gunna, i 2 facevano parte di gruppi diversi ma come dichiarato dal rapper Unotheactivist c'era un profondo rispetto tra di loro.
Prima della musica, Carter voleva diventare una star dell'NBA. Sempre nell'intervista con The Fader, ha detto: "Ero un giovane AI e non andavo ad allenarmi. Quello era il momento in cui stavo davvero evitando la scuola ed era tutto campo e niente rap. Fumavo prima di allenarmi, andavo in campo e facevo 30 punti". Ha smesso di giocare a basket dopo un litigio con il suo allenatore e quindi ha dedicato il suo tempo alla carriera musicale.

## Carriera

### 2011-2016: Primi mixtape e A$AP Mob
Carti ha iniziato a rappare e caricare musica su SoundCloud nel 2011 con lo pseudonimo di $ir Cartier, successivamente cambiato in Playboi Carti nel 2013. Ha pubblicato i mixtape THC: The High Chronicals il 5 novembre 2011 e Young Misfit il 21 novembre 2012, ma questi come gran parte dei primi lavori sono stati cancellati dal web. Nel 2014, dopo aver incontrato il rapper e producer Ethereal che lo aiutò a trovare il proprio stile, è entrato nella crew di Awful Records.
Una volta che Carti scelse di dedicarsi alla musica a tempo pieno, si trasferì a New York con alcuni membri della sua famiglia, dove decise di vivere nella casa dei suoi spacciatori. Carti, grazie alla permanenza nell'abitazione, incontrò A$AP Bari, un membro fondatore del collettivo A$AP Mob che già conosceva musicalmente. Fu grazie a lui che Carti conobbe il collega A$AP Rocky. Rocky è stato così influente per Carti che quest'ultimo decise di rimanere con lui in Texas invece di tornare a New York.
Carti ha iniziato ad attirare l'attenzione nel 2015 con i suoi singoli Broke Boi e Fetti, entrambi pubblicati su SoundCloud. In questo periodo, Jordan ha spesso collaborato con artisti della scena rap underground di Atlanta, tra cui suo cugino UnoTheActivist, Thouxanbanfauni, Yung Bans, Lil Yachty, Ethereal, e i produttori MexikoDro e ICYTWAT. Inoltre, ha iniziato ad esibirsi in tournée con A$AP Ferg e Lil Uzi Vert e successivamente ha firmato un contratto con la Interscope Records. Nel 2016 è apparso nel singolo Telephone Calls della A$AP Mob estratto dal loro album Cozy Tapes Vol. 1: Friends, nello stesso anno ha firmato per la loro label, AWGE, sempre sotto Interscope.

### 2017-2018:Playboi CartieDie Lit
Carti ha pubblicato il suo mixtape omonimo di debutto il 14 aprile 2017. La pubblicazione ha attirato l'attenzione di varie riviste musicali, tra cui XXL, Pitchfork, Spin,, HotNewHipHop e PopMatters, e ha raggiunto il numero 12 della Billboard 200. Il mixtape ha generato due singoli di successo: Magnolia, che ha raggiunto il numero 29 della Billboard Hot 100 ed e Woke Up like This, in collaborazione con Lil Uzi Vert, che ha raggiunto la posizione numero 76, e per promuovere l'uscita del mixtape Carti ha intrapreso un tour con Gucci Mane e Dreezy. Il 13 giugno 2017 Playboi Carti è stato inserito tra i dieci della "2017 Freshman Class" di XXL. Nello stesso periodo è apparso nel singolo Raf della ASAP Mob, estratto dal loro album Cozy Tapes Vol. 2: Too Cozy e in Summer Bummer di Lana del Rey, estratto dal suo album Lust For Life.
L'11 maggio 2018 Carti ha pubblicato il suo album in studio di debutto Die Lit, che ha raggiunto il numero 3 della Billboard 200 degli Stati Uniti. Nell'agosto dello stesso anno ha annunciato il suo secondo album in studio Whole Lotta Red.

### 2019-2022: collaborazioni eWhole Lotta Red
Nel corso dei due anni successivi, molte delle canzoni di Carti sono trapelate su Internet tra cui Pissy Pamper/Kid Cudi che, anche se non è stata pubblicata ufficialmente per la pulizia del sample, è arrivata prima nella classifica di Spotify ,oltre che numerose canzoni possibilmente presenti nelle prime versioni di Whole Lotta Red,tanto che si pensa che Carti abbia dovuto rimandare l’uscita dell’album a causa delle complicazioni dovute a queste. Molti fan reputano questo periodo di Playboi Carti come il suo ‘prime’ ,ovvero il periodo dove avrebbe raggiunto il suo picco musicale massimo. In base all’era ,si dividono 2 principali versioni dell’album: “Whole Lotta Red V.1” ,più vicino a Die Lit come stile ,e “Whole lotta red V.2” ,molto influenzato da So Much Fun di Young Thug ,e il periodo dove Carti ha iniziato a sperimentare con la sua famosa “Baby voice” (voce da bambino) e dove ha registrato @ Meh.
Nel 2019 non ha pubblicato musica ufficiale ma è apparso in numerosi singoli, tra cui Baguettes in the Face con NAV e A Boogie wit da Hoodie estratto dall'album del producer Mustard, Perfect Ten e nel singolo di successo Earfquake di Tyler, the Creator, dal suo album Igor. Nell'aprile 2020 Carti ha pubblicato il primo singolo ufficiale dopo due anni, intitolato @ Meh, che ha raggiunto il numero 35 della Hot 100. Il mese successivo, è apparso nel singolo Pain 1993 di Drake, che ha debuttato al numero 7 della Billboard Hot 100 ed è diventato il primo top ten di Carti in classifica.
Il 23 novembre 2020 Carti ha annunciato che Whole Lotta Red era completo ed era stato presentato alla sua etichetta. Il 27 novembre, giorno del Ringraziamento, è apparso nell'album deluxe di Lil Yachty Lil Boat 3.5, nella canzone Flex Up, con Future. Il mese successivo il commentatore hip-hop DJ Akademiks annunciò che Whole Lotta Red doveva uscire il giorno di Natale, il 21 dicembre Carter ha confermato la data di uscita. L'album è stato quindi pubblicato il 25 dicembre 2020, debuttando al numero uno della Billboard 200, diventando la prima uscita di Carti in cima alle classifiche. L'album inizialmente subì numerose critiche da parte degli ascoltatori, poiché Carti decise di sperimentare un nuovo stile musicale, rappando in una voce molto acuta dove il testo era quasi incomprensibile. Col tempo però iniziò ad essere sempre più apprezzato.

Nel giugno 2021 Carti è apparso nel singolo del rapper Lil 1 DTE, Homixide, dal suo mixtape omonimo. Nell'agosto 2021 Playboi Carti è apparso nelle canzoni Off the Grid, Junya e Junya, Pt. 2 dell'album Donda, di Kanye West.

### 2023-presente: collaborazioni eMusic
Il 1º giugno 2023, Carti ha collaborato con The Weeknd e Madonna nel singolo Popular, facente parte della colonna sonora della serie televisiva The Idol, prodotta da HBO. Il 13 luglio 2023, Carti ha annunciato l'Antagonist Tour in collaborazione con gli artisti della sua etichetta discografica Opium Ken Carson, Destroy Lonely e Homixide Gang, che però in seguito ha posticipato all'anno successivo. Nello stesso mese, è apparso nell'album Utopia di Travis Scott nel brano Fe!n, che ha raggiunto la 5ª posizione della Billboard Hot 100.
Il 7 dicembre, Carti ha postato una storia su Instagram in cui appariva la scritta "I am music", che è stata ripostata da Pharrell Williams con la didascalia "Prepare" e il giorno successivo ha annunciato che avrebbe pubblicato l'album nel 2024. Lo stesso giorno ha pubblicato attraverso il profilo Instagram della Opium il video di un brano inedito possibilmente intitolato Different Day, ripubblicato da diversi artisti tra cui The Weeknd e Travis Scott, il 14 dicembre ha pubblicato sul suo canale YouTube il video del brano 2024, prodotto da Kanye West, che è apparso anche nel video e il 20 dicembre pubblica sul profilo Instagram della Opium la canzone H00dbyair. Nessuno dei tre brani è stato pubblicato sulle piattaforme streaming. Inoltre, durante dicembre 2023 Carti ha partecipato in diverse occasioni alla pubblicizzazione dell'album collaborativo fra Kanye West e Ty Dolla Sign Vultures annunciando attraverso Instagram l'evento di ascolto in anteprima dell'album a Miami, condividendo la copertina dell'album e partecipando a diversi listening party. Il 2 gennaio 2024 ha pubblicato su YouTube il quarto estratto dall'album Backr00ms in collaborazione con Travis Scott e ha pubblicato solo sull'account Instagram di Opium il quinto estratto EvilJ0rdan il 16 gennaio.
Il 10 febbraio Kanye West e Ty Dolla Sign hanno pubblicato il loro album collaborativo Vultures 1, nel quale Carti appare in due brani: Carnival, insieme a Rich the Kid, e Fuk Sumn, insieme a Travis Scott. Durante la sua terza settimana in classifica, Carnival ha raggiunto la prima posizione della Billboard Hot 100, diventando così il primo brano di Carti a raggiungere questo traguardo.
Il 13 marzo Carti ha pubblicato il singolo Ketamine, ancora una volta esclusivamente sul suo account Instagram secondario e il 24 marzo seguente è apparso insieme a Travis Scott nel brano di Future e Metro Boomin Type Shit. Due settimane dopo Carti è apparso nel singolo di Camila Cabello I Luv It.
A inizio settembre Carti ha vinto il premio di artista dell'anno agli R&B/Hip-Hop Power Players 2024 di Billboard ed è apparso sulla copertina della rivista con un'intervista nella quale annunciava che il suo terzo album Music sarebbe stato pubblicato prima della fine dell'anno. Il 7 settembre si è esibito come ospite all'evento di The Weeknd a San Paolo, cantando anche un nuovo brano intitolato Timeless, in collaborazione con quest'ultimo e con Travis Scott, prodotto da Pharrell Williams. Carti era solito a fare montatura su potenziali date di distribuzione dell'album "I Am Music", come il 13 settembre, il 25 e il 31 di dicembre del 2024 e addirittura nei primi giorni del 2025, ma il 14 marzo decide di pubblicarlo ufficialmente cambiando il titolo semplicemente in "Music" dopo un rollout longevo che aveva ormai fatto perdere le speranze dei fan. L'album ha ottenuto oltre 139 milioni di stream il primo giorno, ed è finora il più grande debutto del 2025 e il 7° più grande nella storia di Spotify. Nell'album sono presenti featuring ripetuti diverse volte, come Travis Scott, Lil Uzi Vert, Future e Kendrick Lamar, ma anche altri come Skepta, Ty Dolla $ign, Young Thug, Jhené Aiko e The Weeknd. Il 25 marzo 2025 Carti ha caricato una deluxe intitolata Music - Sorry 4 Da Wait, nella quale sono presenti 4 tracce in più oltre alle 30 già presenti :FOMDJ , abbreviazione per “Fuck On My DJ”, 2024, Different Day e Backr00ms, in collaborazione con Travis Scott.

## Stile musicale
Carti è stato spesso etichettato come un "mumble rapper", mentre la sua musica è stata descritta come "giocosa e melodica". Complex ha definito il suo stile "sparato e ripetitivo, più interessato al flusso e alle frasi accattivanti". Briana Younger per Pitchfork, in merito a Playboi Carti, ha affermato:
Carter è noto per la sua tecnica della "baby voice", caratterizzata da una voce che colpisce toni alti con pronunce poco chiare e cadenze frenetiche. Ha usato questa tecnica in canzoni popolari come Almeda di Solange, Earfquake di Tyler, the Creator, Pissy Pamper di Young Nudy e prodotta da Pi'erre Bourne e Popular di The Weeknd e Madonna. Durante i brani pubblicati nel 2023, tra cui Fein di Travis Scott, 2024 e H00dbyair, Carter ha iniziato a usare uno stile vocale con un timbro più profondo, la cosiddetta "deep voice".
Il New York Times ha affermato che lo stile di Carti ha fatto sembrare che fosse "più a suo agio con l'interpretazione del ruolo che con l'atto reale del rap".
È noto per l'attitudine da rockstar, usa immagini sataniche e il suo stile è influenzato dell'immaginario dei vampiri.
Il suo stile è stato influenzato da rapper come Gucci Mane, Young Thug, A$AP Rocky, Lil Uzi Vert, Chief Keef, Yung Lean e Lil Wayne, che lo ha influenzato a fare freestyle.

## Vita privata
Carter soffre di asma.
Carter era solito fare acquisti ai mercati delle pulci durante la sua infanzia e gioventù, cosa che ha poi avuto una certa influenza sul suo stile e la sua musica.
Tra il 2015 e il 2017 ha avuto una relazione sentimentale con Rubi Rose, una modella e rapper diventata famosa dopo essere apparsa nel video musicale di Bad and Boujee dei Migos. Si sostiene che durante la relazione egli abbia sparato a Rose dopo che lei ebbe nascosto il suo telefono prima di un volo. Si sono lasciati dopo che Carter l'ha tradita con la modella Blac Chyna. Tra il 2017 ed il 2018 si è frequentato brevemente con Blac Chyna.
Nello stesso anno, Carter iniziò a frequentare la rapper australiana Iggy Azalea. Nel 2020 TMZ ha riferito che Azalea ha dato alla luce il figlio di Carter e più tardi essa rivelò che il nome del figlio era Onyx Kelly. Secondo quanto riferito, si sono poi separati nel dicembre 2019. Nel dicembre 2020 Azalea ha rivelato che Carter l'aveva tradita con la modella Brandi Marion, era mancato alla nascita di suo figlio per giocare alla PlayStation con Lil Uzi Vert (suo amico e collega) ed inoltre aveva rifiutato di firmare il certificato di nascita. Nel 2023 ha confermato nel brano H00dByAir la nascita della figlia Yves, avuta con Brandi Marion.
A giugno 2019 Carter viveva e lavorava nell'area di Atlanta dopo essersi trasferito da Los Angeles e precedentemente da New York.

### Problemi legali
Nel luglio 2017 Carti fu arrestato per accuse di violenza domestica dopo aver litigato con la sua fidanzata dell'epoca fuori l'Aeroporto Internazionale di Los Angeles. Nell'agosto seguente fu poi affermato che Carti non avrebbe dovuto scontare alcun tipo di pena.
Carter ha preso a pugni un autista a Gretna, in Scozia, durante un tour nel febbraio 2018 ed è stato multato di 800 sterline, dopo un processo.
Durante il mese di aprile del 2020 fu arrestato dopo che vennero trovati dodici sacchi di marijuana, tre pistole, xanax, codeina e ossicodone all'interno della sua Lamborghini. Fu rilasciato su cauzione il giorno dopo.
Alla fine del 2022, Carti fu arrestato di nuovo per violenza domestica nei confronti della sua fidanzata incinta dopo una litigata per un test di paternità. Fu rilasciato il giorno dopo.

## Opium
Opium è un'etichetta discografica e linea di abbigliamento fondata nel 2019 dal rapper statunitense Playboi Carti e con sede ad Atlanta.

### Membri
- Playboi Carti (2019-)[97]
- Ken Carson (2019-)[99]
- Destroy Lonely (2020-)[100]
- Homixide Gang (2021-)[101]
- ApolloRed1 (2025-)

### Ex membri
- CAPOREE (2019-2021)
- Lil Unky (2019-2021)
- International Jefe (2019-2021)

## Discografia
- 2016 - In Abundance
- 2017 – Playboi carti
- 2018 – Die Lit
- 2020 – Whole Lotta Red
- 2025 – Music

## Tournée
- 2016 – Left Right Tour (con Lil Uzi Vert)
- 2017 – Playboi Carti Tour
- 2018 – Die Lit Tour
- 2018 – Neon Tour
- 2021 – King Vamp Tour

Come artista ospite
- 2019 – Injured Generation Tour (con ASAP Rocky)
- 2019 – Decent Exposure Summer Tour (con Wiz Khalifa)

## Riconoscimenti
- BET Hip Hop Awards
  - 2017 – Candidatura al premio di miglior artista hip hop emergente
  - 2017 – Candidatura al premio di miglior mixtape per Playboi Carti[102][103]

- iHeartRadio Music Awards
  - 2018 – Candidatura al premio di miglior artista hip hop emergente